# Aleja Marszałka Józefa Piłsudskiego w Gdyni
Aleja Marszałka Józefa Piłsudskiego – ulica w centrum Gdyni. Jej przebieg wyznacza granice dla trzech dzielnic: Śródmieścia, Wzgórza Św. Maksymiliana oraz Kamiennej Góry. Długość alei wynosi około 1,25 km.

## Przebieg

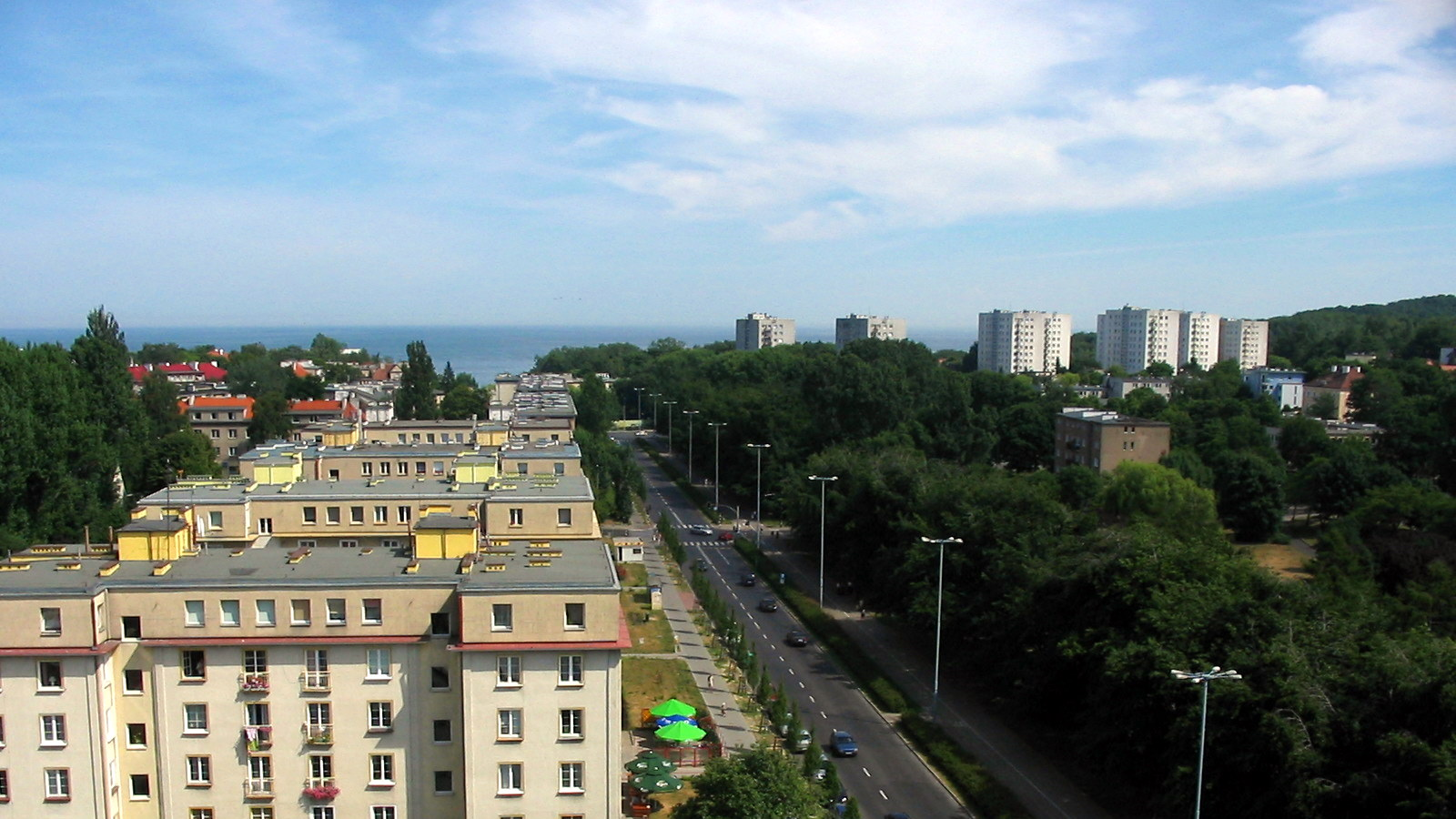
Widok na Aleję z góry

Aleja rozciąga się pomiędzy Węzłem Franciszki Cegielskiej a Bulwarem Nadmorskim im. Feliksa Nowowiejskiego. Aleja krzyżuje się także z reprezentacyjną ulicą Gdyni – Świętojańską. Na odcinku od skrzyżowania z ulicą Bema do placu I Brygady Pancernej im. Bohaterów Westerplatte ma wydzielony pas przeznaczony dla ruchu rowerowego. Przy alei umiejscowione są trzy skwery: Plymouth pomiędzy skrzyżowaniami z ulicami Świętojańską i Bema, Sue Ryder przy skrzyżowaniu z ulicą Legionów oraz Arki Gdynia przy bulwarze.

## Historia

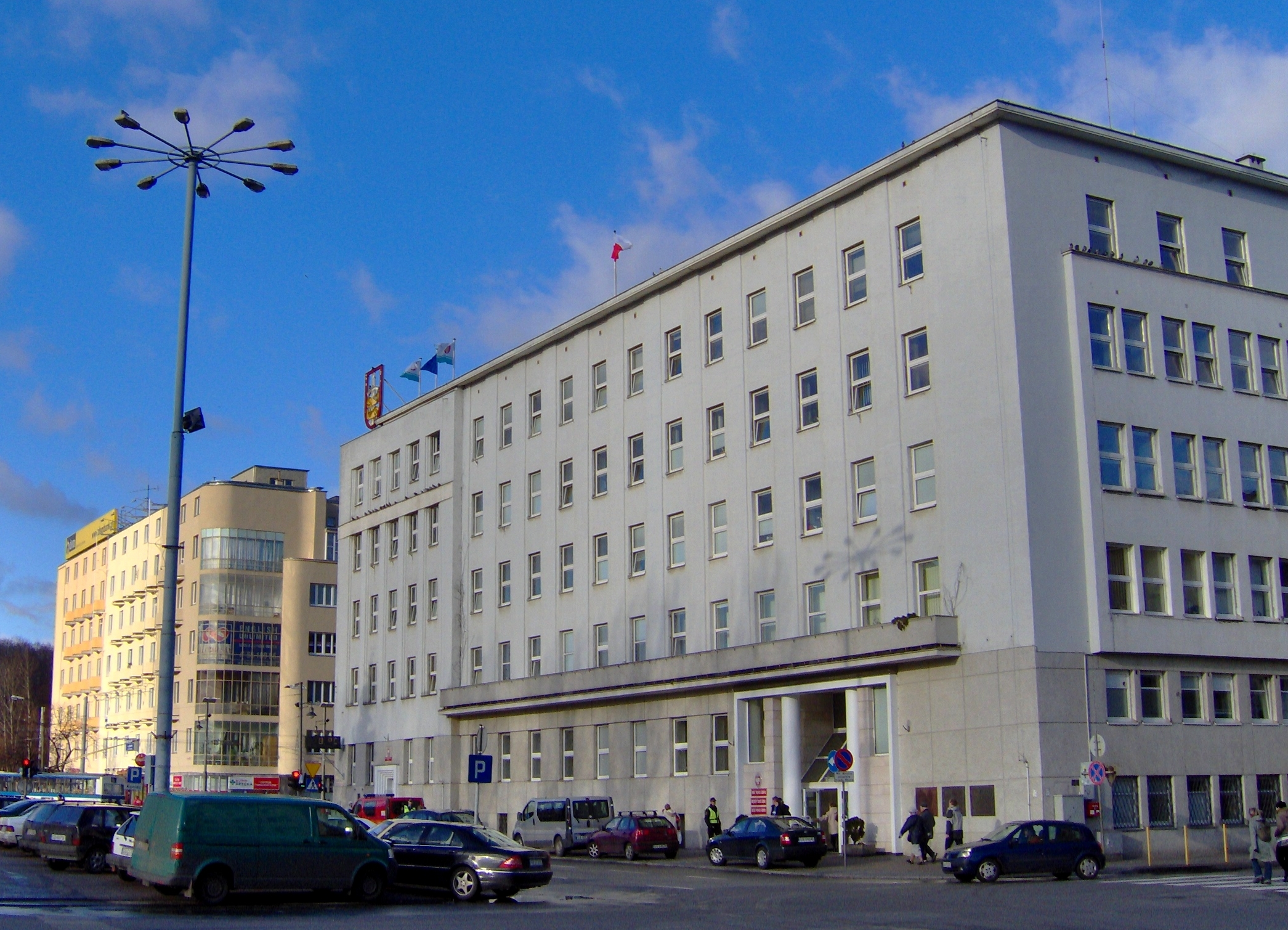
Na pierwszym planie Urząd Miasta Gdyni, a dalej zabytkowa kamienica narożna A. Ogończyka-Blocha i L. Mazalona z 1936 r.

Istnienie alei Piłsudskiego sięga początków funkcjonowania Gdyni jako miasta. W 1929 roku podczas planowania budowy promenady aleja nie miała nazwy. Dopiero po wybudowaniu przy niej Domu Kuracyjnego, nazywanego kasynem, została nazwana aleją Kasyna. W 1930 rozpoczęto budowę promenady miejskiej zaprojektowanej przez Adama Kuncewicza, a także w tym samym roku wybudowano Komisariat Rządu. Rok później przy alei wybudowano dwa zespoły mieszkaniowe dla urzędników.
W marcu 1931 na wniosek starosty pułkownika Mieczysława Pożerskiego Magistrat i Rada Miejska Gdyni uchwaliły jednogłośnie przemianowanie alei Kasyna na aleję Marszałka Piłsudskiego. Wniosek został złożony dla uczczenia imienin marszałka Piłsudskiego obchodzonych 19 marca. W 1932 prawdopodobnie zakończono budowę promenady miejskiej, na którą składały się: dwupasmowa wybrukowana kostką granitową jezdnia o długości 669 m i szerokości 9,85 m, chodnik z lewej strony jezdni o szerokości 2,75 m, piaszczysty deptak o szerokości 6,3 m z umieszczonymi w jego wnękach ławkami oraz pasy zieleni z drzewami, a także sieć wodociągowa, kanalizacyjna i lampy uliczne. W kolejnych latach wystrój zieleni ulegał modyfikacjom.
Podczas okupacji Niemcy zmienili nazwę alei na Steinstrasse. Skrócono także zieloną część alei poprzez urządzenie przed Urzędem Miasta parkingu, który został wyasfaltowany wraz z jezdnią do wysokości Domu Kuracyjnego.
Po wojnie alei nadano nazwę Czołgistów dla uczczenia przejazdu tym traktem w dniu 27 marca 1945 czołgów I Brygady Pancernej im. Bohaterów Westerplatte, a także w związku ze zniszczeniami wojennymi przystąpiono do jej przebudowy. Później w Referacie Miejskiego Urzędu Planowania Przestrzennego opracowano nowy projekt zagospodarowania alei, którego autorem była mgr inż. architekt krajobrazu Barbara Kaszycka. Według tego projektu dawny deptak przekształcono na trawnik z dwoma rzędami buka pospolitego (dziś potocznie aleja bukowa), a na dawnym trawniku wyznaczono nowy chodnik o szerokości 5 m, natomiast pozostały pas trawnika został obsadzony niską roślinnością. Z kolei lewa strona alei została zabudowana i obsadzona rzędem topól.
25 lipca 1990 Rada Miasta zadecydowała o powróceniu do przedwojennej nazwy – alei Piłsudskiego, a w 1995 nazwała imieniem I Brygady Pancernej im. Bohaterów Westerplatte plac przylegający do alei, znajdujący się w sąsiedztwie Domu Marynarza.
29 września 2020 u zbiegu alei Piłsudskiego i ul. Legionów, w zmodernizowanej kosztem 10 mln zł wschodniej części Parku Centralnego o powierzchni 15 tys. metrów kw., oddano do użytku plac zabaw dla dzieci, ścianę do rysowania kredą, park linowy, skatepark dla początkujących (położony obok istniejącego od kilku lat skateparku dla wyczynowców), fontannę, siłownię plenerową, bieżnię z elastyczną nawierzchnią, tor dla rolkarzy i tereny zielone. Uzupełnieniem całości są fontanna z dyszami tryskającymi wodą i parą wodną z powierzchni chodnika, ławki, poidełko z wodą i polana piknikowa lub do ćwiczeń na świeżym powietrzu. Inwestycja ta powstała w efekcie zapowiedzi władz Gdyni z 2017, w których zadeklarowały one stopniowe urządzanie 6-hektarowego parku rozciągającego się po południowej stronie alei.

## Obiekty

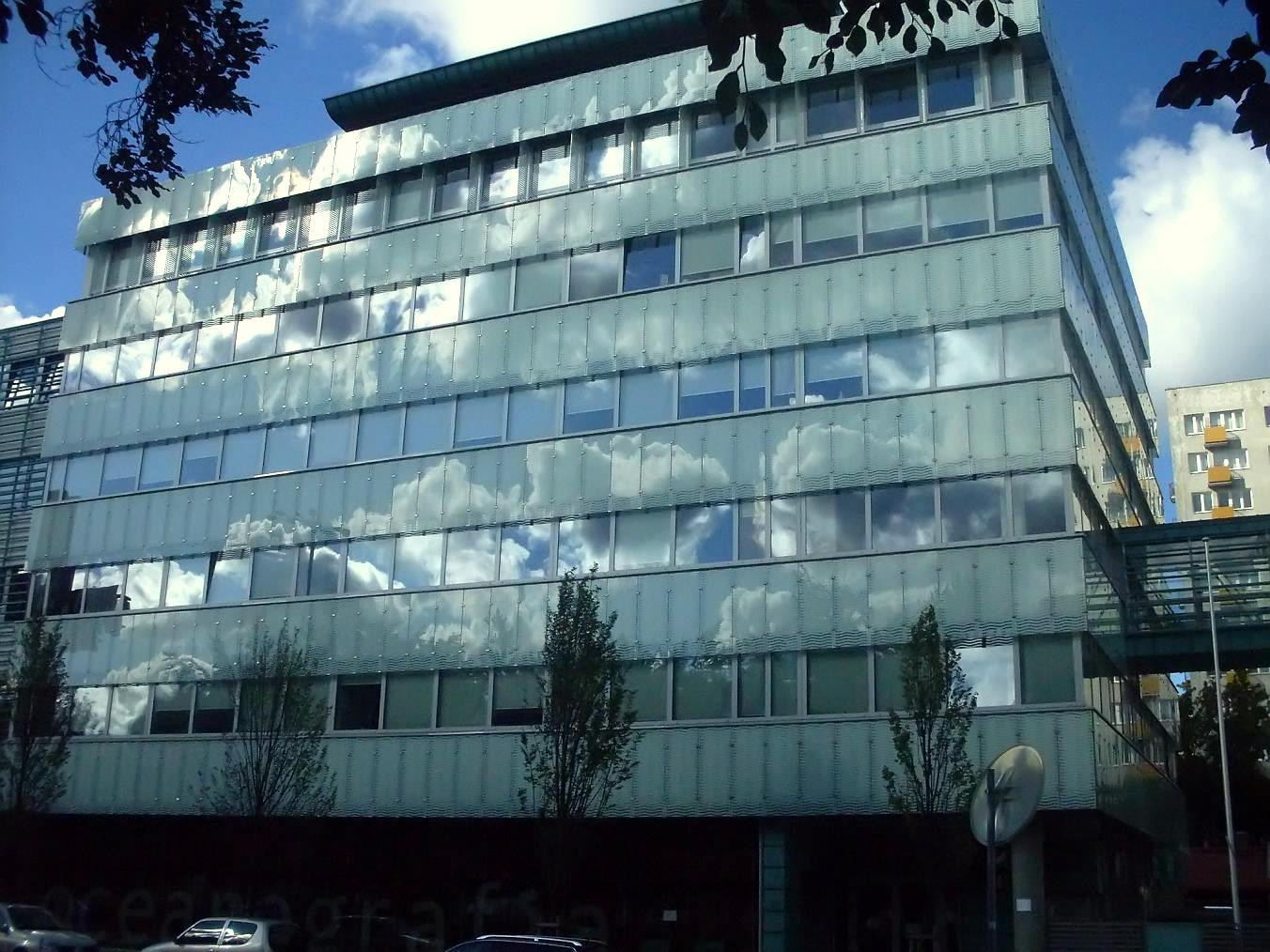
Instytut Oceanografii Uniwersytetu Gdańskiego.

Przy ulicy znajdują się m.in. gmach Urzędu Miasta Gdyni (dawniej Komisariat Rządu), Dom Marynarza (dawniej Dom Zdrojowy), siedziba Wydziału Oceanografii i Geografii Uniwersytetu Gdańskiego oraz Pomnik Ofiar Grudnia 1970.
Do alei Piłsudskiego przylega jeden budynek wpisany do rejestru zabytków, jest to kamienica narożna zbudowana w 1936 roku dla mecenasa Antoniego Ogończyka-Blocha i architekta Leona Mazalona, która mieści się pod adresem ul. Świętojańska 122.